# B-276 Kostromá
El B-276 Kostromá es un submarino nuclear ruso de la clase Sierra operado por la Armada rusa. Fue botado en 1986, comisionado en 1987 y llamado K-276 Cangrejo hasta 1992. El Kostromá fue construido en Gorky y luego remolcado a Severodvinsk para su finalización. Es parte de la Flota del Norte de Rusia.
El 11 de febrero de 1992, Kostromá, entonces todavía llamado K-276 Cangrejo, mientras realizaba entrenamiento de combate en el mar de Barents, chocó con el USS Baton Rouge (algunas fuentes afirman que fue el K-239 Carpa el que chocó contra el Baton Rouge). El Baton Rouge resultó dañado (al igual que el Cangrejo) y finalmente se envió a la reserva en 1993.
El K-276 dañó el vallado de la cabina y el carenado del complejo hidroacústico (GAK). La renovación se completó en junio del mismo año y el submarino volvió a ingresar a la 7.ª División de Submarinos de la Flota del Norte. El SSN-689 Baton Rouge fue entregado para su reciclaje dos años después, habiendo sido desguazado en 1997.
En la timonera K-276, la tripulación dibujó el número "1", bordeado con una estrella, como lo hicieron los submarinistas soviéticos durante la Gran Guerra Patria, anotando el número de sus victorias. Fuentes extranjeras creían que el Baton Rouge chocó contra el K-239, otro submarino del mismo diseño que el K-276. Hay una versión de que la tripulación del Kostromá inició la colisión deliberadamente para deshacerse de la persecución de un submarino estadounidense.
El 14 de mayo de 2014, se supo sobre la conclusión de un contrato entre el Ministerio de Defensa de la Federación Rusa y la empresa TsS "Zvyozdochka" para la modernización de Sierra I en Severodvinsk. La modernización permitirá que el submarino esté en servicio por unos 10 años más. Aún se desconoce el momento de los trabajos de reparación.
Sin embargo, en marzo de 2015 se supo que se había suspendido la reparación de los barcos de la clase Sierra I.
A partir de 2020, el B-276 se encuentra en reserva en Vidyayevo como parte de la 7º División de Submarinos.